# Apollo 14
L'Apollo 14 va ser el catorzè vol del programa Apollo (denominat oficialment AS-509), llançat en direcció a la Lluna el 31 de gener de 1971 mitjançant un coet del tipus Saturn V.
Va aconseguir efectuar l'allunatge amb el mòdul de descens (LM) batejat Antares en la zona de Fra Mauro a 3,645° S 17,471° W duent com tripulants a Alan B. Shephard i Edgar D. Mitchell, mentre Stuart A. Roosa romania en el mòdul de comandament (CM) anomenat Kitty Hawk.

## Tripulació
| Posició                    | Astronauta                                      | Astronauta                                      |
| -------------------------- | ----------------------------------------------- | ----------------------------------------------- |
| Comandant                  | Alan B. Shepard, Jr. Segon i últim vol espacial | Alan B. Shepard, Jr. Segon i últim vol espacial |
| Pilot Mòdul de Comandament | Stuart A. Roosa Únic vol espacial               | Stuart A. Roosa Únic vol espacial               |
| Pilot Mòdul Lunar          | Edgar D. Mitchell Únic vol espacial             | Edgar D. Mitchell Únic vol espacial             |

En 2014, Mitchell és l'únic membre supervivent de la tripulació; Roosa va morir en 1994 de pancreatitis i Shepard en 1998 de leucèmia.

### Tripulació de reserva
| Posició | Astronauta           | Astronauta           |
| --- | -------------------- | -------------------- |
| Comandant | Eugene A. Cernan     | Eugene A. Cernan     |
| Pilot Mòdul de Comandament                                                                                                  | Ronald E. Evans, Jr. | Ronald E. Evans, Jr. |
| Pilot Mòdul Lunar | Joe H. Engle         | Joe H. Engle         |
| La tripulació de reserva (amb Harrison Schmitt substituint Engle) es convertiria en la tripulació principal de l'Apollo 17. |                      |                      |

### Tripulació de suport
- Philip K. Chapman
- Bruce McCandless, II
- William R. Pogue
- C. Gordon Fullerton

### Directors de vol
- Pete Frank, equip taronja
- Glynn Lunney, equip negre
- Milton Windler, equip granat
- Gerald D. Griffin, equip daurat

## Paràmetres de missió
- Massa: CSM 29.240 kg; LM 15.264 kg
- Perigeu: 183,2 km
- Apogeu: 188,9 km
- Inclinació: 31,12°
- Període: 88,18 min

- Perilluna: 108,2 km
- Apolluna: 314,1 km
- Inclinació: °
- Període: 120 min
- Zona d'aterratge: 3.64530° S – 17.47136° W o
 3° 38' 43.08" S – 17° 28' 16.90" W

### Acoblament LM – CSM
- Desacoblat: 5 de febrer de 1971 – 04:50:43 UTC
- Acoblat: 6 de febrer de 1971 – 20:35:42 UTC

### EVAs
EVA 1
- Inici: 5 de febrer de 1971, 14:42:13 UTC
- Shepard  – EVA 1
- Va trepitjar la Lluna: 14:54 UTC
- Tornada LM: 19:22 UTC

- Mitchell – EVA 1
- Va trepitjar la Lluna: 14:58 UTC
- Tornada LM: 19:18 UTC

- Fi: 5 de febrer 19:30:50 UTC
  - Duració: 4 hores, 47 minuts, 50 segons

EVA 2
- Inici: 6 de febrer de 1971, 08:11:15 UTC
- Shepard  – EVA 2
- Va trepitjar la Lluna: 08:16 UTC
- Tornada LM: 12:38 UTC

- Mitchell – EVA 2
- Va trepitjar la Lluna: 08:23 UTC
- Tornada LM: 12:28 UTC

- Fi: 6 de febrer 12:45:56 UTC
  - Duració: 4 hores, 34 minuts, 41 segons

## Galeria
- L'astronauta de l'Apollo 14 Ed Mitchell trepitja la Lluna
- Shepard i Mitchell col·loquen una bandera estatunidenca sobre la superfície lunar

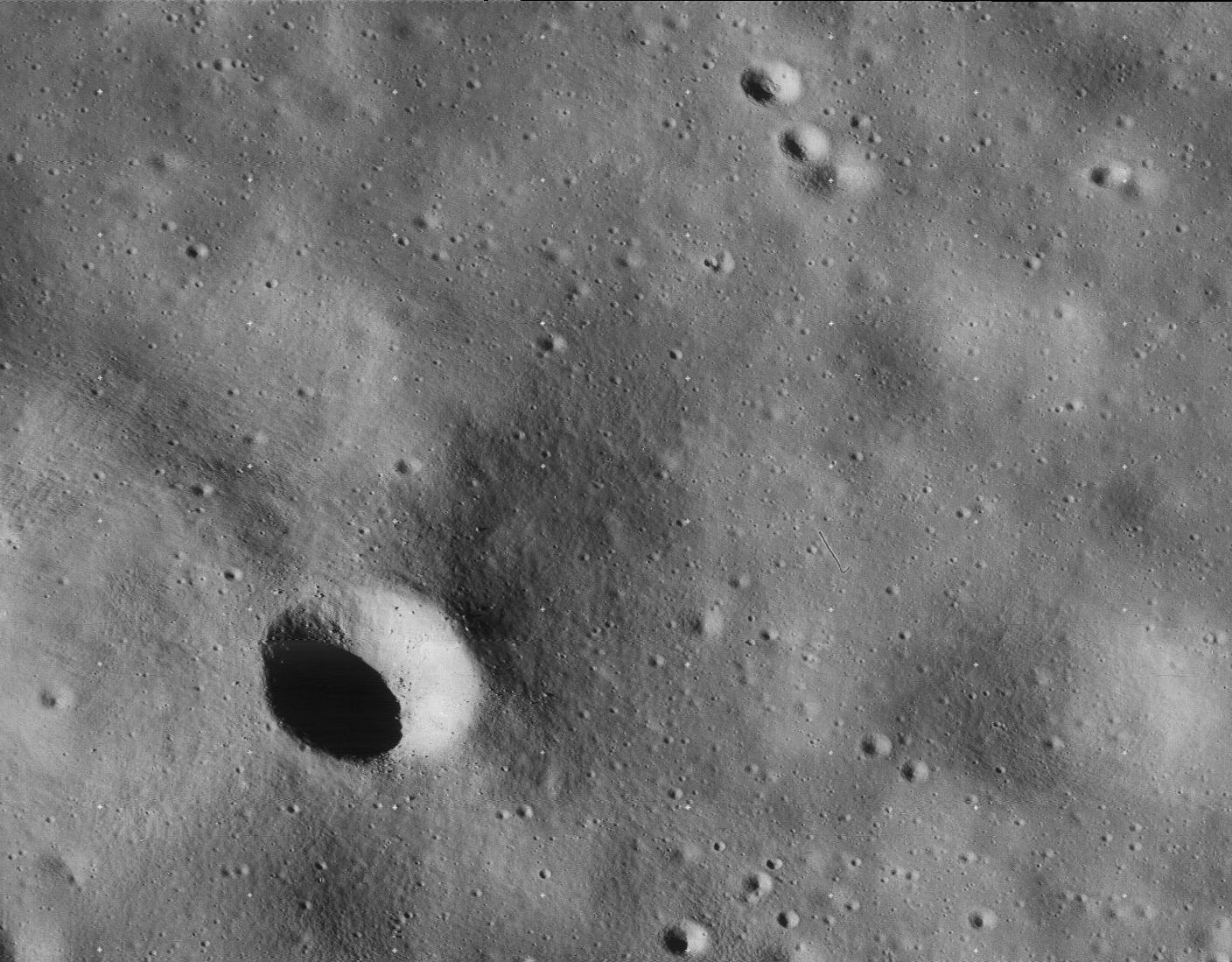
Imatge reprocessada de Lunar Orbiter 3 presa en 1967 i utilitzada en la planificació de missions. La imatge és una mica obliqua i cap al sud en un angle d'il·luminació d'aproximadament 34 graus de l'esquerra (est).
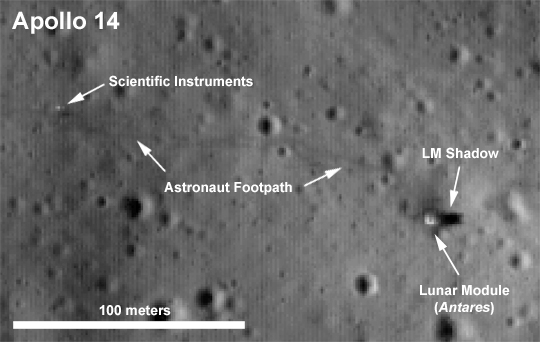
Zona d'aterratge de l'Apollo 14, fotografia de LRO
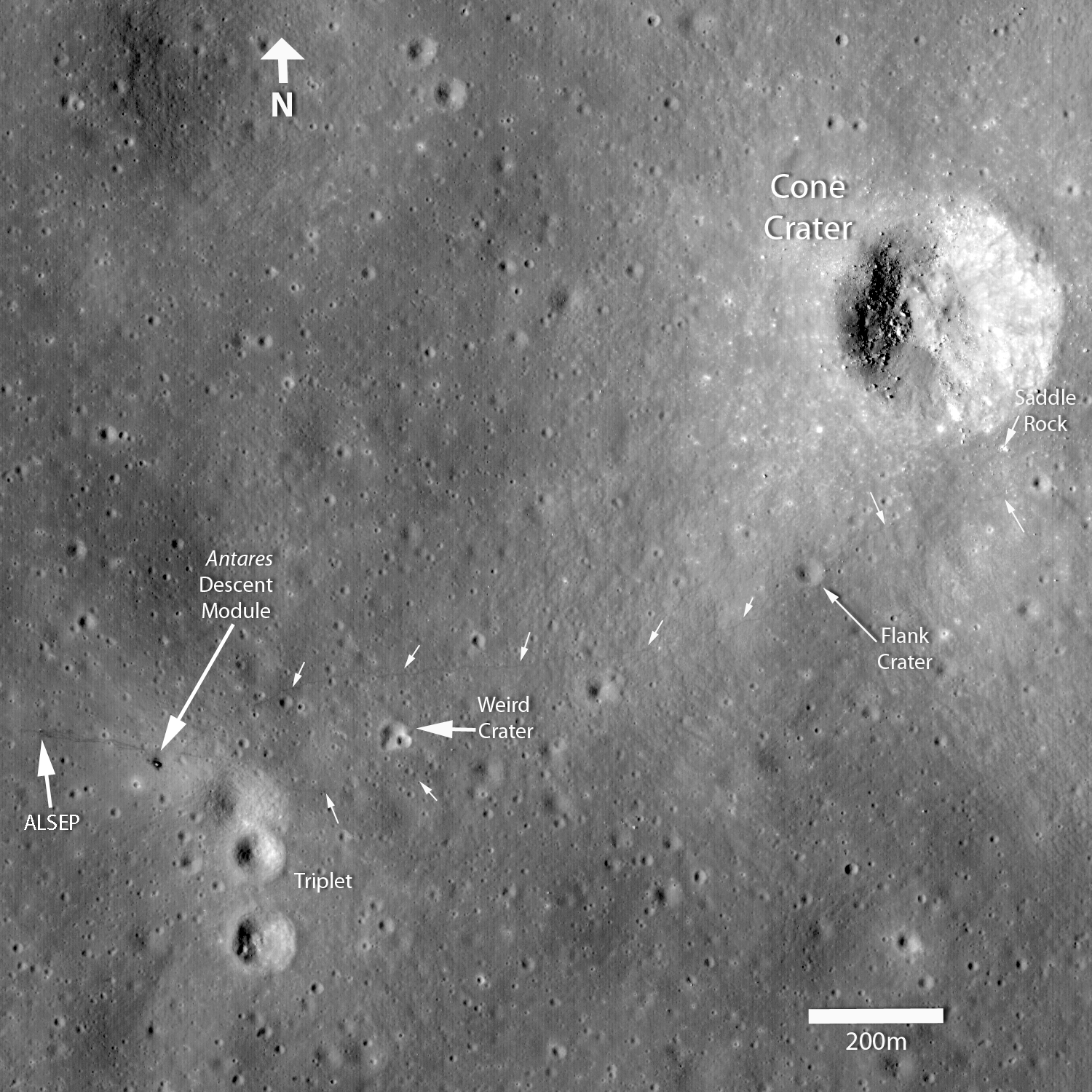
Foto posterior del lloc d'aterratge presa per LRO